# Hořeček nahořklý
Hořeček nahořklý (Gentianella amarella) je druh rostliny z čeledi hořcovité s drobnými, světle fialovými květy. V České republice je to kriticky ohrožený druh.

## Výskyt
Roste v severní oblasti Eurasie, souvisle od Islandu a Velké Británie přes Skandinávii a Střední Evropu, Pobaltí, Ukrajinu až po centrální Rusko a západ Sibiře. Ve Střední Evropě se vyskytuje jen izolovaně, nejčastěji v jižním Tyrolsku a na území Karpat. Nejlépe mu svědčí v krátkostébelných trávnících na suchých, kamenitých pastvinách, vápencových lomech a na okrajích světlých lesů, v propustných půdách na zásaditém podloží. Areál jeho výskytu se rozkládá od nížin až po pahorkatiny, ve vyšších polohách jen výjimečně. Je náročný na plné slunce.
V České republice se v minulosti vyskytoval v termofytiku i mezofytiku Čech roztroušeně, na Moravě vždy jen skromně a izolovaně. Dnes je v Česku ke spatření velice vzácně, je fixován převážně na nízké nadmořské výšky.

## Popis
Dvouletá bylina s přímou lodyhou vysokou 20 až 35 cm (max. 55 cm) která se od 1/3 nebo až od 1/2 řídce rozvětvuje, její internodia jsou zhruba stejně dlouhá. Větví je 5 až 6 (max. 10) a vyrůstají vzpřímeně, rostlina je proto úzce válcovitého tvaru. Přízemní listy kopinatého tvaru, dlouhé do 2 cm, jsou uspořádané v listové růžici, v období kvetení jsou již zaschlé. Lodyžní, vstřícně vyrůstající listy o délce 2 až 3 cm a šířce 0,5 až 1 cm jsou úzce kopinaté, na konci zašpičatělé.
Oboupohlavné pětičetné květy na krátkých stopkách (do 1 cm), vyrůstající na koncích větví a v paždích listů, jsou sestaveny do hustého víceramenného vrcholíku. Neopadavá koruna špinavě světle fialové barvy, úzce nálevkovitého tvaru, je dlouhá do 2 cm (je delší než kalich). Její plátky mají cípy kolovitě rozložené až polovzpřímené, v ústí korunní trubky jsou třásnité přívěsky (odlišující znak hořečků od hořců). Úzký trubkovitý kalich, dlouhý 8 až 11 mm, je lysý, hladký, mezi jednotlivými plátky o délce 4 až 7 mm a šířce obvykle 1 mm jsou zářezy ve tvaru písmene „U“ nebo úzkého „V“. Protažené květní lůžko (gynofor) nesoucí pestík oddělený od okvětí je dlouhé 1 až 2 mm. Tyčinek je pět a jsou nitkami přirostlé ke koruně. Svrchní, srůstem dvou plodolistů vytvořený semeník, dole zúžený, je bez stopky a nese na svém vrcholu čnělku s dvoulaločnou bliznou. Blizna z květu vyčnívá více než prašníky a opylovačse nejdříve dotkne blizny a teprve potom se otře o prašníky. Nektar je vyměšován až na dně koruny a proto jsou květy opylovány hmyzem s dlouhým sosákem. Hlavní doba kvetení je červenec až září, někdy kvete i do října. Plodem je jednopouzdrá tobolka otvírající se 2 chlopněmi, kulovitá semena jsou v ní umístěna na dvou nástěnných semenicích.

## Taxonomie
Hořeček nahořklý sbíraný v minulosti na území České republiky se pravděpodobně vyskytoval ve třech poddruzích:
- Hořeček nahořklý (Gentianella amarella) (L.) Börner
  - Hořeček nahořklý pravý (Gentianella amarella subsp. amarella)
  - Hořeček nahořklý jazykovitý (Gentianella amarella subsp. lingulata) (C. Agardh) Holub
  - Hořeček nahořklý slatinný (Gentianella amarella subsp. uliginosa) (Willd.) Tzvelev [5]

## Ohrožení
- Hořeček nahořklý pravý je jediný z výše uvedených tří poddruhů, který se v současnost v České republice vůbec vyskytuje. Na podstatném snížení počtu lokalit jeho pravidelného růstu se podepsala pravděpodobně eutrofizace a okyselení jeho přirozených stanovišť i celkové přetvoření biotopů způsobeno změnami v obhospodařování krajiny. Jednou z podstatných příčin je pravděpodobně ústup od tradiční pastvy kdy byly nejen spásány konkurenční rostliny, ale byly rozrušovány drny a vznikala tak vhodná místa pro vyklíčení semen. Z důvodů rapidního úbytku míst kde dříve pravidelně vyrůstal a počtu rozmnožujících se jedinců byl hořeček nahořklý pravý v „Černém a červeném seznamu cévnatých rostlin České republiky“ prohlášen za kriticky ohrožený druh (C1-CR).
- Hořeček nahořklý jazykovitý, u něhož v současnosti není znám žádný živý exemplář a poslední známé lokality jeho výskytu zanikly (přesto je však naděje, že někde skrytě přežívá), je ve stejném seznamu zařazen mezi nezvěstné druhy (A2).
- Hořeček nahořklý slatinný je zařazen mezi tzv. nejasné případy (A3), není věrohodně prokázáno, že se na území České republiky kdy skutečně vyskytoval a že nešlo v minulosti jen o chybné určení poddruhu.[2][6]